# In My Place
In My Place è un singolo del gruppo musicale britannico Coldplay, pubblicato il 5 agosto 2002 come primo estratto dal secondo album in studio A Rush of Blood to the Head.

## Descrizione
In un'intervista pubblicata dalla rivista Q, il cantante Chris Martin ha dichiarato che il brano era stato lasciato in sospeso dal gruppo a seguito delle registrazioni dell'album di debutto Parachutes, nel settembre 2000; venendo tuttavia incluso nelle scalette dei concerti che i Coldplay intrapresero prima dell'uscita di A Rush of Blood to the Head. Riguardo al significato del testo, Martin ha spiegato:
In My Place ha vinto il Grammy Award alla miglior performance rock di un duo o un gruppo nell'edizione del 2003.

## Pubblicazione
Il singolo del brano è stato il terzo singolo ad entrare nella Top 10 della Official Singles Chart. Edizioni particolari del singolo furono pubblicate nel Regno Unito, Paesi Bassi, Francia, Canada, e Australia. La copertina del singolo raffigura il chitarrista Jonny Buckland ed è stata creata da Sølve Sundsbø.
Il singolo contiene come b-side, oltre alla traccia I Bloom Blaum, anche il brano One I Love. Tale canzone è stata anche suonata durante il A Rush of Blood to the Head Tour ed è stata inserita nell'edizione DVD di Live 2003.

## Video musicale
Il video è stato diretto da Sophie Muller e mostra il gruppo eseguire il brano in una stanza anonima.

## Tracce
1. In My Place – 3:48
2. One I Love – 4:34
3. I Bloom Blaum – 2:11

## Formazione
Gruppo
- Chris Martin – voce, pianoforte, chitarra acustica, arrangiamento strumenti ad arco
- Jonny Buckland – chitarra elettrica, cori, arrangiamento strumenti ad arco
- Guy Berryman – basso, cori, arrangiamento strumenti ad arco
- Will Champion – batteria, percussioni, cori, arrangiamento strumenti ad arco

Altri musicisti
- Audrey Riley – arrangiamento strumenti ad arco, strumenti ad arco
- Chris Tombling – strumenti ad arco
- Richard George – strumenti ad arco
- Leo Payne – strumenti ad arco
- Laura Melhewish – strumenti ad arco
- Susan Dench – strumenti ad arco
- Peter Lale – strumenti ad arco
- Ann Lines – strumenti ad arco

Produzione
- Ken Nelson – produzione, registrazione, ingegneria del suono, missaggio
- Coldplay – produzione, missaggio
- Mark Phythian – produzione aggiuntiva, registrazione, missaggio
- Rik Simpson – ingegneria del suono aggiuntiva
- Jon Withnal – assistenza tecnica
- Ben Thackeray – assistenza tecnica
- Jon Bailey – assistenza tecnica
- Andrea Wright – assistenza tecnica
- Danton Supple – missaggio
- George Marino – mastering

## Classifiche
| Classifica (2002-23) | Posizione massima |
| -------------------- | ----------------- |
| Australia            | 23                |
| Belgio (Fiandre)     | 65                |
| Belgio (Vallonia)    | 64                |
| Danimarca            | 16                |
| Finlandia            | 19                |
| Francia              | 60                |
| Germania             | 65                |
| Irlanda              | 2                 |
| Italia               | 4                 |
| Norvegia             | 17                |
| Nuova Zelanda        | 24                |
| Paesi Bassi          | 56                |
| Portogallo           | 128               |
| Regno Unito          | 2                 |
| Spagna               | 12                |
| Stati Uniti          | 117               |
| Svezia               | 46                |
| Svizzera             | 37                |